# Amelanchier alnifolia

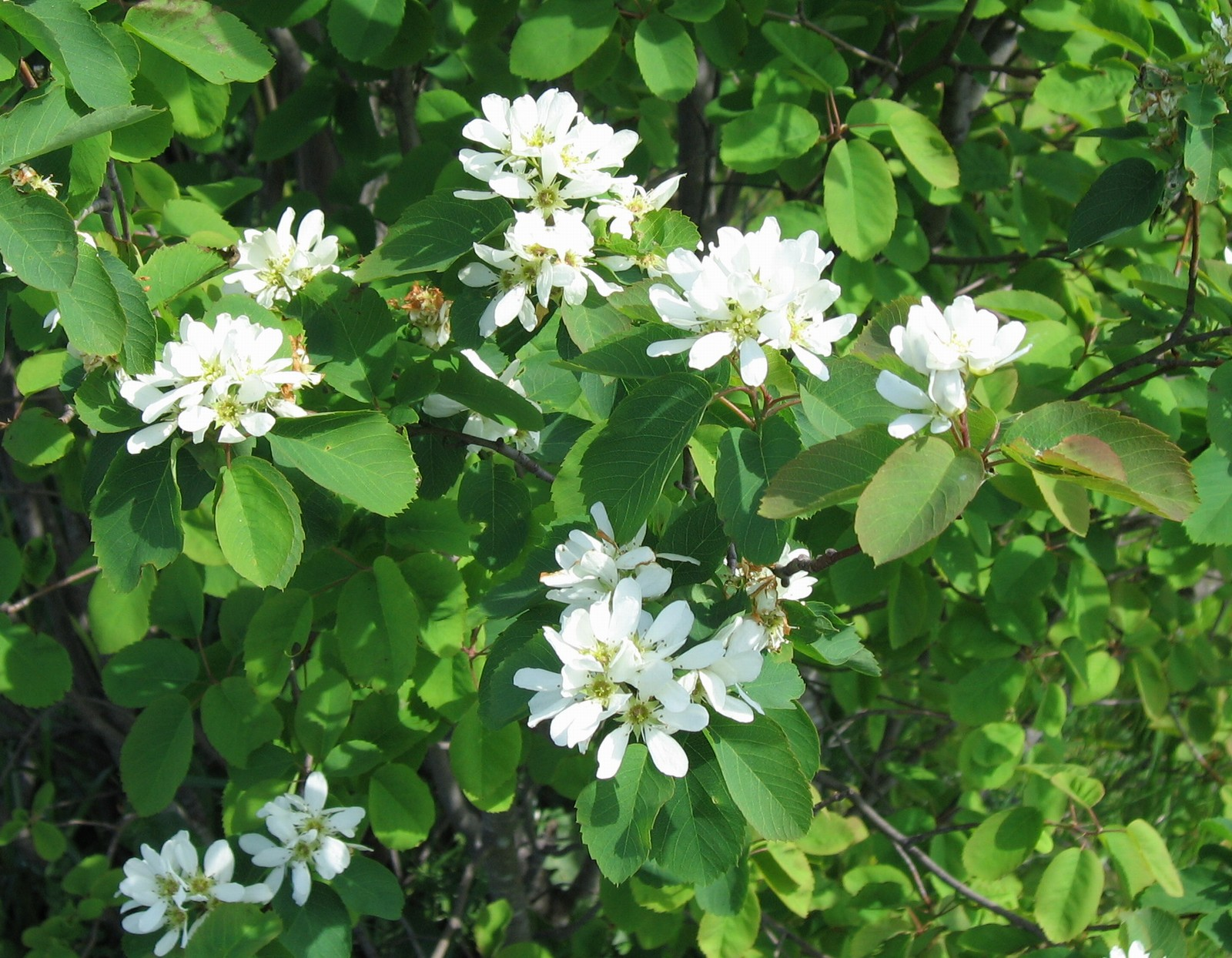
Flores de Saskatun.

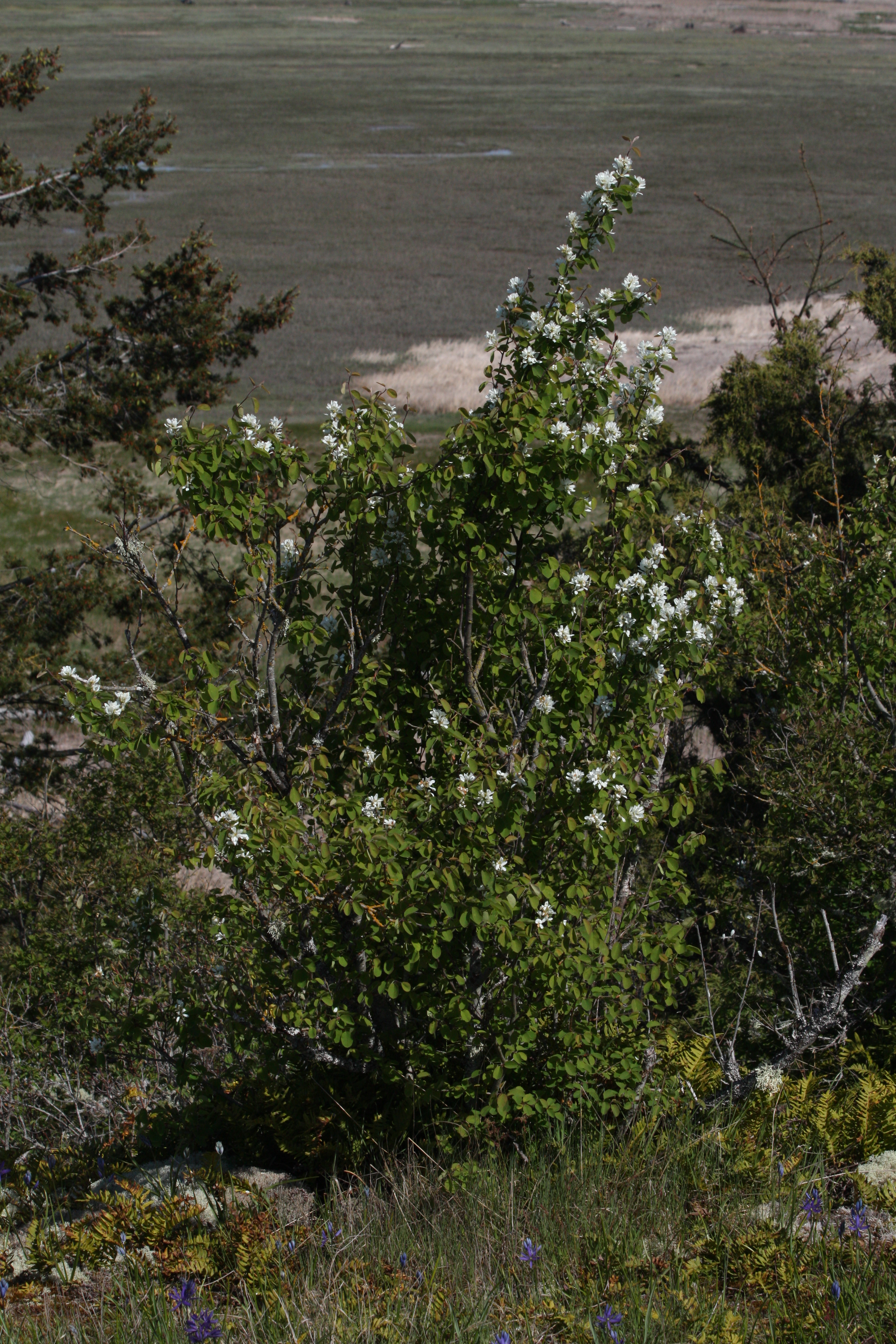
Vista de la planta

El guillomo de Saskatchewan, saskatun o fresa de junio (Amelanchier alnifolia) es una planta de la familia de las rosáceas.

## Distribución y hábitat
Es nativa Norte América, que se encuentra en Alaska, en la mayoría de Canadá desde la cuenca del Yukón hasta Columbia Británica y el Quebec, y en el occidente y centro norte de Estados Unidos, desde Iowa, pasando por Utah, hasta California. Crece desde el nivel del mar hasta 2.600 m s. n. m. de altitud en California y hasta los 3.400 m s. n. m. en las Montañas Rocosas.

## Descripción
Es un arbusto o un árbol pequeño, caducifolio, que puede crecer entre  1 y 8 m de altura y forma colonias donde se concentran las plantas de la especie. Las hojas son de ovaladas a circulares, de 2 a 5 cm de largo por 1 a 4,5 cm de ancho, con márgenes dentados y peciolo de 0,5 a 2 cm. Las flores son blancas de 2 a 3 cm desplegadas; la inflorescencia se produce en racimos de 3 a 20 flores, al comenzar la primavera cuando las nuevas hojas aún crecen. Los frutos son bayas de color púrpura de 5 a 15 mm de diámetro, que maduran en verano, y son comestibles.
Pueden sembrarse en suelos diversos, pero no en aquellos sin drenaje o muy arcillosos. Se plantan en hileras distantes entre 4 y 6 m y una distancia entre planta y planta de 0,5 a 1 m. La vida de cada arbusto es de unos 30 años.

## Usos
Los frutos silvestres de esta especie son de sabor dulce, y fueron cosechados desde hace siglos por los Naciones Originarias de Canadá. Sus bayas se usan para preparar bebidas, mermeladas y tortas y en recetas de platos típicos como el pemmican.

## Taxonomía
Amelanchier alnifolia fue descrita por (Nutt.) Nutt. ex M.Roem. y publicado en Familiarum Naturalium Regni Vegetabilis Monographicae 3: 147, en el año 1847.
Etimología
Amelanchier: nombre genérico que deriva de amelancier , un antiguo nombre común provenzal francés aplicado a Amelanchier ovalis.
alnifolia: epíteto latíno que significa "con las hojas del género Alnus"
Variedades
Hay cinco variedades:
- Amelanchier alnifolia var. alnifolia. Nororiental.[13]
- Amelanchier alnifolia var. cusickii (Fernald) C.L.Hitchc.  Occidental.[14]
- Amelanchier alnifolia var. humptulipensis (G.N.Jones) C.L.Hitchc.  Noroccidental.[15]
- Amelanchier alnifolia var. pumila (Nutt.) A.Nelson. Montañas Rocosas, Sierra Nevada.[16][17]
- Amelanchier alnifolia var. semiintergrifolia (Hook.) C.L.Hitchc. costa del Pacífico, desde Alaska hasta el noroccidente de California.[18][19] Sinónimo:Amelanchier florida.[20]

Sinonimia
- Aronia alnifolia Nutt.
- Amelanchier florida Lindl.